# 1930 w nauce

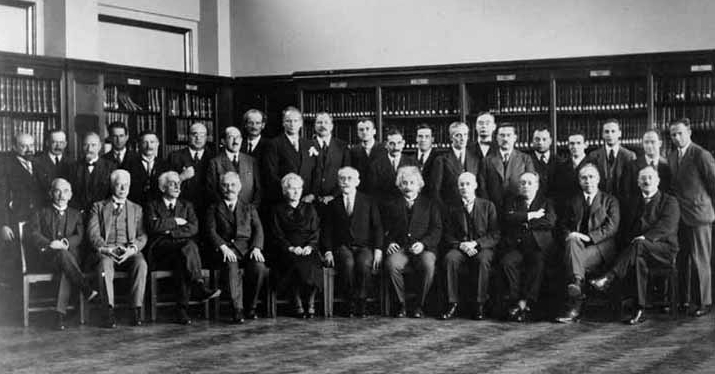
Zdjęcie z szóstego Kongresu Solvaya (1930)

## Nauki przyrodnicze i ścisłe

### Astronomia
- odkrycie Plutona

### Matematyka
- sformułowanie i udowodnienie twierdzenia Kuratowskiego
- udowodnienie twierdzenia Schaudera o punkcie stałym

## Nagrody Nobla
- Fizyka – Chandrasekhara Venkata Raman
- Chemia – Hans Fischer
- Medycyna – Karl Landsteiner